# Muhammad Numan Dżalal
As-Safir Muhammad Numan Dżalal (arab. السفير محمد نعمان جلال; ur. w 1943 roku w Asjut) - egipski dyplomata i pisarz. Uczestniczył w egipskich misjach dyplomatyczne m.in. w Chinach, Pakistanie i Indiach, a także w ONZ i Lidze Państw Arabskich.
Dżalal od 1974 roku napisał ponad 40 książek na tematy polityczno-historyczne, stosunków międzynarodowych, islamu i praw człowieka.

## Działalność dyplomatyczna Dżalala
- 1969-1980: Pełnił różne funkcje w placówkach dyplomatycznych Egiptu w Jordanii, Kuwejcie, Zjednoczonych Emiratach Arabskich i Norwegii.
- 1980-1985: Doradca w ambasadzie egipskiej w Nowym Delhi, Indie.
- 1985-1987: Doradca w biurze Ministra Spraw Zagranicznych Egiptu.
- 1987-1989: Doradca w egipskiej misji w ONZ w Nowym Jorku.
- 1989-1992: Minister pełnomocny w egipskiej misji w ONZ w Nowym Jorku[3].
- 1992-1995: Ambasador i przedstawiciel Egiptu w Lidze Państw Arabskich.
- 1995-1998: Ambasador Egiptu w Islamabadzie, Pakistan.
- 1998-2001: Ambasador Egiptu w Pekinie, Chińska Republika Ludowa[4].
- 2001-2002: Asystent Ministra Spraw Zagranicznych.

## Wybrane książki Dżalala
- Strategic Outlook on Bahrain and the Arab Middle East. Część 1-4, Wraz z Mohammedem Bin Jassim Alghatamem, Bahrain Center for Studies and Research, Bahrain, 2005-2007.[5]
- Arab Dialogue with the World on Current International Issues, Sang-E-Meel Publications, Lahore, Pakistan, 2006 (English)[6].
- Arab and Muslim Challenges in a Changing World, Co-authored with Mohammed Bin Jassim Alghatam, Bahrain Center for Studies and Research, Bahrajn, 2005 (po angielsku).
- Neo-Realism in Arab Thought: A Study of Jabber Ansari's Writings, Arab Institute for Studies and Publications, Bejrut, Liban 2004.
- Strategy, Diplomacy and Protocol, Arab Institute for Studies and Publications, Bejrut, Liban 2004.
- Diplomacy of International Dialogue, Alahram Center for Political and Strategic Studies, Kair, 2003.
- Diplomacy and Protocol: Islamic Traditions and Modern Practice, Egyptian Organization for Books, Kair 2003.
- China through Egyptian Eyes ed., Dar El Maaref, Reading Series, Kair, 2002.
- Egypt: Arabism, Islam and Human Rights, Egyptian Organization for Books, Kair 2000.
- The Arab World at a Crossroads, Dar El Maaref, Reading Series, Kair, 1999.
- Dynamics of the Egyptian National Identity, Sangee-Meel publications, Lahore, 1998 (po angielsku)[7].
- Pakistani-Egyptian Relations in a World Perspective, Sangee-Meel publications, Lahore, 1998 (po angielsku).
- Perspectives on Arab Security, Dar El Maaref, Reading Series, Kair, 1997.
- The Egyptian National Identity (współautor), Egyptian Organization for Books, 1997 i 2001.
- Fifty Years of Egyptian-Pakistani Relations, Series on Egyptian History, Egyptian Organization for Books, 1997.
- The Arab League and its Prospective Challenges, Al-Ahram Center for Strategic Studies, 1995 (po angielsku i arabsku).
- Protocol in Islamic Traditions and Modern Practices, Cultural Library Series, Egyptian Organization for Books, 1995.
- Human Rights: Between Theory and Practice, Strategic Papers Series, Al-Ahram Center for Strategic Studies, 1994.
- Egyptian Foreign Policy and Non-Alignment at a Cross-Roads, Center for Political Research and Studies Cairo University, 1994.
- The Impact of the 1973 October War on Public Life and Egypt’s Foreign Relations (współautor), Egyptian Book Organization, 1994.
- The Arab League and the Arab Charter on Human Rights, Center for Political Research and Studies Cairo University, 1994.
- Egypt and Human Rights: A Documentary Study, Egyptian Book Organization, 1993.
- Sino-Japanese Relations 1949-1972, praca doktorska; publikowany pt.: The Struggle Between China and Japan, Madbouly Publishing House, Kair, Egipt 1988.
- Non-Alignment in a Changing World, Egyptian Book Organization, 1987.
- Contemporary Currents of Thought in Egypt, Series on Egyptian History, Egyptian Book Authority, 1987.
- Social Democracy in Norway and Austria(współautor), Egyptian Organization for Books, 1978.
- Culture and Politics in China, Al-Ahram Centre for Strategic Studies, Kair, 1974.